# Мандала (гора)
Мандала (индон. Puncak Mandala) — гора в провинции Папуа (остров Новая Гвинея, Индонезия), высшая точка хребта Джаявиджая. Имея высоту 4757 метров или 4760 метров, входит во «Вторые Семь Вершин». Вторая по абсолютной высоте гора страны (после Джаи), третья в аналогичном списке «по относительной высоте».
В последние десятилетия нидерландского колониального владычества носила название Юлианатоп или Юлиана-Пик в честь королевы Юлианы. В 1963 году после передачи Нидерландской Новой Гвинеи под управление Индонезии горе было присвоено нынешнее индонезийское название. Вершину горы раньше венчала снежная шапка. Достоверно известно, что она имелась в 1984 году и полностью исчезла между 1989 и 2003 годами в связи с глобальным потеплением.
Мандала сложна для восхождения. Первой её покорила голландская экспедиция осенью 1959 года. В 1990 году с южного, наиболее сложного, склона гора была впервые покорена Брюсом Перри и Марком Анстайсом, причём ни тот ни другой не были профессиональными альпинистами. В 1996 году по маршруту первой, голландской, экспедиции на покорение вершины двинулась австралийская экспедиция, но потерпела неудачу.